# Weigeltisauridae
Los Weigeltisauridae son una familia extinta de reptiles avicéfalos que vivieron en los períodos Pérmico y Triásico. Eran animales árboreos, y medían típicamente 60 centímetros de largo. Estos reptiles podían planear desde lugares altos usando una serie de espinas óseas conectadas por una membrana de piel situadas a los costados, usándolos como alas.

## Distribución
Los miembros conocidos de Coelurosauravidae han sido hallados en lo que ahora es Rusia, Madagascar, Alemania, Inglaterra, y Canadá.

### Parientes de los celurosaurávidos
- Dolabrosaurus
- Drepanosaurus
- Hypuronector
- Longisquama
- Megalancosaurus
- ?Protoavis
- Vallesaurus